# Jean-François Istasse
Jean-François Istasse (Ukkel, 27 november 1950 – Verviers, 25 juli 2021) was een Belgisch politicus van de Parti Socialiste (PS).

## Levensloop
Als licentiaat in de rechten aan de Universiteit van Luik en als master of public management aan de École de Commerce-Solvay aan de Université Libre de Bruxelles was Istasse van 1973 tot 1985 syndicaal afgevaardigde van de SETca-afdeling in Verviers. Van 1983 tot 1985 werkte hij als jurist op het kabinet van toenmalig Waals minister-president Jean-Maurice Dehousse. Vervolgens werd hij in 1986 adviseur bij de Société provinciale d'Industrialisation in Luik en was hij van 1986 tot 1988 adviseur bij de voorlopige administratieve cel van de Waalse Regering, bevoegd voor Société wallonne des eaux, waar hij van 1988 tot 1991 juridisch adviseur en van 1991 tot 1995 directeur was. Daarenboven was hij van 1994 tot 1995 bestuurder bij de RTBF.
Istasse werd voorzitter van de Socialistische Studenten van Verviers en federaal secretaris van de jongerenafdeling van de PSB. Voor de PSB en daarna de PS was Istasse van 1977 tot 1998 gemeenteraadslid van Verviers. Van 1989 tot 1994 was hij fractieleider van de PS in de gemeenteraad en van januari tot oktober 1995 was hij er schepen. Daarnaast was hij van 1988 tot 1995 provincieraadslid van Luik en werd hij in 1992 voorzitter van de PS-federatie van Verviers.
In juni 1995 volgde hij Yvan Ylieff op als lid van het Waals Parlement en het Parlement van de Franse Gemeenschap. Hij bleef Waals Parlementslid tot in 2009. Ook zetelde hij van 1998 tot 2006 als gemeenschapssenator in de Belgische Senaat. Van 2003 tot 2004 was hij in het Parlement van de Franse Gemeenschap PS-fractieleider en daarna was hij van 2004 tot 2009 voorzitter van deze assemblee. Na de verkiezingen van 2009 zetelde hij enkel in het Parlement van de Franse Gemeenschap, als vervanger van de Duitstalige Edmund Stoffels. Hij was er in 2009 nog korte tijd secretaris en ondervoorzitter. Hij bleef in functie tot aan de verkiezingen van 2014. Van maart 2013 tot aan de verkiezingen van 2014 was hij opnieuw gemeenschapssenator in de Senaat.
In 2006 werd hij opnieuw verkozen tot gemeenteraadslid van Verviers, wat hij bleef tot aan zijn dood in 2021. In december 2006 werd hij schepen van de stad, waardoor hij ontslag nam als gemeenschapssenator. Hij bleef schepen tot in 2012, toen de PS in de oppositie van Verviers belandde. Na een coalitiewissel werd Istasse in december 2015 opnieuw schepen van de stad, ditmaal tot in 2018.
In december 2018 werd Istasse opnieuw lid van het Waals Parlement en het Parlement van de Franse Gemeenschap in opvolging van Véronique Bonni, die ontslag nam wegens de decumul die in het Waals Parlement in werking trad. Bij de verkiezingen van mei 2019 was hij geen kandidaat meer.
Als gevolg van een maandenlange politieke impasse in het stadsbestuur van Verviers werd in september 2020 na de goedkeuring van een motie van wantrouwen een nieuwe coalitie geïnstalleerd, waarbij Istasse de uit de PS gezette Muriel Targnion opvolgde als burgemeester van de stad. Zijn voorganger Targnion vocht die motie van wantrouwen echter aan bij de Raad van State, die Targnion op 9 oktober 2020 in het gelijk stelde en de motie van wantrouwen ongeldig verklaarde. Hierdoor trad het vorige stadsbestuur onder leiding van Targnion opnieuw in functie en was Istasse na twee weken burgemeester af.
Daarnaast was Istasse sinds 6 juni 2009 grootofficier in de Belgische Leopoldsorde en sinds 16 september 1996 officier in de Orde van Leopold II.
Istasse stierf na een lang ziekbed op 70-jarige leeftijd.